# Peter Marren
Peter Marren (1950) és un escriptor, periodista i naturalista britànic. Ha escrit més de 20 libres sobre la natura del Regne Unit, incloent-hi Chasing the Ghost: My Search for all the Wild Flowers of Britain (2018), un relat de la seva aventura d'un any per veure totes les flors silvestres del Regne Unit; Rainbow Dust: Three Centuries of Butterfly Delight (2016); Bugs Britannica (2010); i After They're Gone: Extinctions Past, Present and Future (2022). Així mateix, ha escrit diversos llibres sobre història militar i camps de batalla i, com a periodista, molts articles en diaris nacionals.

## Joventut i carrera
Com a fill d'un oficial de la Royal Air Force, Marren creixé en diversos llocs d'Anglaterra, Alemanya i Singapur, majoritàriament rurals. El 2016 sortiren a la venda les seves memòries d'infància, Where the Wild Thyme Blew. Estudià Botànica a la Universitat d'Exeter entre el 1969 i el 1972 i Conservació al University College de Londres el 1972-73. A partir del 1977 treballà a Aberdeen com a responsable local del Nature Conservancy Council (NCC) al nord-est d'Escòcia. El 1984 tornà a Anglaterra, primer com a responsable local d'Oxfordshire i seguidament com a autor-editor de l'NCC a la seu de l'entitat a Peterborough. Des del 1992 és naturalista, autor, editor i periodista professional. Així mateix, forma part de la junta de la Kemerton Conservation Trust, una organització en pro de la conservació de la natura activa a Gloucestershire, Herefordshire, Worcestershire i els comtats adjacents.

## Llibres
Fora del món professional de la conservació de la natura, Marren és especialment conegut com a autor de llibres de natura, alguns dels quals han estat guardonats o seleccionats com a llibres de l'any per diaris nacionals.
Chasing the Ghost (2018) fou elegit com un dels millors llibres del 2018 pel diari The Guardian. Rainbow Dust, el seu llibre del 2016 sobre les papallones, descrit com a «mig autobiografia d'un entomòleg, mig història cultural de les papallones a Gran Bretanya», fou llibre de la setmana de The Times. Fou lloat com «el millor llibre d'història natural que he llegit enguany» per l'ornitòleg i escriptor Mark Avery, descrit com una «carta d'amor genuïnament meravellosa a la papallona» per Sophia Waugh a The Daily Telegraph i alabat per Caroline Morley, del New Scientist, pel seu «lirisme encantador de vella escola». El seu llibre Mushrooms, publicat el 2012, fou elogiat a The Independent pel seu «coneixement francament impressionant» i el seu estil «extravagant, mordaç i de vegades hilarant». Bugs Britannica (2010), un cens exhaustiu dels invertebrats britànics editat per Richard Mabey, li valgué una beca de recerca Leverhulme el 2008. The New Naturalists (2006) fou guardonat amb la Medalla John Thackray de la Societat per a la Història de la Història Natural. Un altre dels seus llibres, Britain's Rare Flowers (1999), guanyà el Premi del President de la Societat Britànica de Gran Bretanya i Irlanda.
The Consolation of Nature, publicat el 2020, tracta sobre la cerca de consol al món natural en temps de COVID-19. Escrit juntament amb Michael McCarthy i Jeremy Mynott, fou reconegut per The Guardian com un dels millors llibres de natura del 2020.
El 2022 sortí a la venda After They're Gone, que repassa l'extinció d'espècies en el passat, el present i el futur.
Marren també és un àvid historiador militar i ha escrit diversos llibres sobre batalles famoses, incloent-hi 1066: The Battles of York, Stamford Bridge & Hastings (2004), Battles of the Dark Ages (2006) i Grampian Battlefields: The Historic Battles of North East Scotland from AD84 to 1745 (1990).

## Obres seleccionades

### Llibres de natura
- Marren, Peter. A Natural History of Aberdeen (en anglès).  R. Callander, 1982. ISBN 978-0-907184-03-4.
- Marren, Peter. Woodland Heritage (en anglès).  David & Charles, 1990. ISBN 9780715394366.
- Marren, Peter. The New Naturalists (en anglès).  HarperCollins Publishers, 1995. ISBN 9780007406685.
- Marren, Peter. Britain's Rare Flowers (en anglès).  T & A D Poyser Natural History, 1999. ISBN 9780856611148.
- Marren, Peter. Where the Wild Thyme Blew: Growing Up with Nature in the Fifties and Sixties (en anglès).  Pisces Publications, 2016. ISBN 978-1-874357-76-6.
- Marren, Peter. Rainbow Dust: Three Centuries of Butterfly Delight (en anglès).  University of Chicago Press, 2016. ISBN 9780226395883.
- Marren, Peter. Chasing the Ghost: My Search for All the Wild Flowers of Britain (en anglès).  Random House, 2018. ISBN 9781473524880.
- Marren, Peter. Mushrooms: The Natural and Human World of British Fungi (en anglès).  Bloomsbury Publishing, 2018. ISBN 9781472958518.
- Marren, Peter. Emperors, Admirals and Chimney-Sweepers: The Naming of Butterflies and Moths (en anglès).  Little Toller Books, 2020. ISBN 978-1-908213-71-6.
- Marren, Peter. After They're Gone: Extinctions Past, Present, and Future (en anglès).  Hodder & Stoughton, 2022. ISBN 9781529393408.

### Col·laboracions
- Marren, Peter; Birkhead, Mike. Postcards from the Country: Living Memories of the British Countryside (en anglès).  Isis Publishing, 1996. ISBN 978-0-7531-5415-1.
- Rothschild, Miriam; Marren, Peter. Rothschild's Reserves: Time and Fragile Nature (en anglès).  Balaban Publishers, 1997. ISBN 978-0-946589-62-3.
- Salmon, Michael; Marren, Peter; Harley, Basil. The Aurelian Legacy: British Butterflies and Their Collectors (en anglès).  University of California Press, 2000. ISBN 978-0-520-22963-1.
- Marren, Peter; Gillmor, Robert. The Art of the New Naturalists: Forms from Nature (en anglès).  Collins, 2009. ISBN 978-0-00-728471-9.
- Marren, Peter; Mabey, Richard. Bugs Britannica (en anglès).  Chatto & Windus, 2010. ISBN 9780007406685.
- McCarthy, Michael; Mynott, Jeremy; Marren, Peter. The Consolation of Nature: Spring in the Time of Coronavirus (en anglès).  Hodder & Stoughton, 2020. ISBN 9781529349160.

### Llibres militars
- Marren, Peter. Grampian Battlefields: The Historic Battles of North East Scotland from AD84 to 1745 (en anglès).  Aberdeen University Press, 1990.
- Marren, Peter. 1066: The Battles of York, Stamford Bridge & Hastings (en anglès).  Pen & Sword Books, 2004. ISBN 9781783460021.
- Marren, Peter. Battles of the Dark Ages (en anglès).  Pen and Sword, 2006. ISBN 978-1-84884-706-4.